# Spanish Fort
Spanish Fort – miasto w Stanach Zjednoczonych, w stanie Alabama, w hrabstwie Baldwin. Według danych na rok 2020 miejscowość zamieszkiwało 10 049 osób, a gęstość zaludnienia wyniosła 108,6 os./km².

## Geografia
Spanish Fort ma łączną powierzchnię 92,53 km², w tym 80,34 km² stanowi ląd, a 12,19 km² stanowią wody. Miejscowość jest położona 7 m n.p.m..

### Klimat
Średnia temperatura wynosi +18 °C. Najcieplejszym miesiącem jest czerwiec (+24 °C), a najzimniejszym miesiącem jest styczeń (+9 °C). Średnie opady wynoszą 1855 mm rocznie. Najbardziej wilgotnym miesiącem jest luty (237 mm opadów), a najbardziej suchym miesiącem jest październik (58 mm opadów).

## Demografia

### Spis powszechny z 2010 roku
W 2010 roku Spanish Fort zamieszkiwało 6798 osób, a gęstość zaludnienia wyniosła 92 os./km². Miasto liczyło wówczas 2861 gospodarstw domowych, w których mieszkało 1910 rodzin. Większość mieszkańców (91%) stanowili biali, natomiast 4,8% mieszkańców stanowili przedstawiciele rasy czarnej. Pozostałe 4,2% mieszkańców stanowili Azjaci (1,4%), Latynosi (2,2%) oraz przedstawiciele rdzennej ludności (0,6%).

### Spis powszechny z 2020 roku
Według danych na rok 2020 Spanish Fort liczyło 4263 gospodarstwa domowe, w których mieszkało 3556 rodzin. Większość mieszkańców (82,5%) stanowili biali, natomiast 6% mieszkańców stanowili przedstawiciele rasy czarnej. Pozostałe 11,5% mieszkańców stanowili Azjaci (1,7%), Latynosi (5,7%), przedstawiciele rdzennej ludności (0,4%) oraz 5,3% pozostałe rasy człowieka.
Historyczna populacja:
| Rok        | 1970 | 1980   | 1990  | 2000   | 2010   | 2020   |
| ---------- | ---- | ------ | ----- | ------ | ------ | ------ |
| Ludność    | 2364 | 3415   | 3732  | 5423   | 6798   | 10 049 |
| Zmiana w % |      | +44,5% | +9,3% | +45,3% | +25,4% | +47,8% |